# Siphonops leucoderus
Siphonops leucoderus es una especie de anfibio gimnofión de la familia Caeciliidae.
Es endémica del Brasil.
Lo poco que se conoce sobre la distribución de esta cecilia es por la descripción de su localidad típica, donde se recogió el tipo nomenclatural, situada en el estado de Bahía. 